# Führerbau

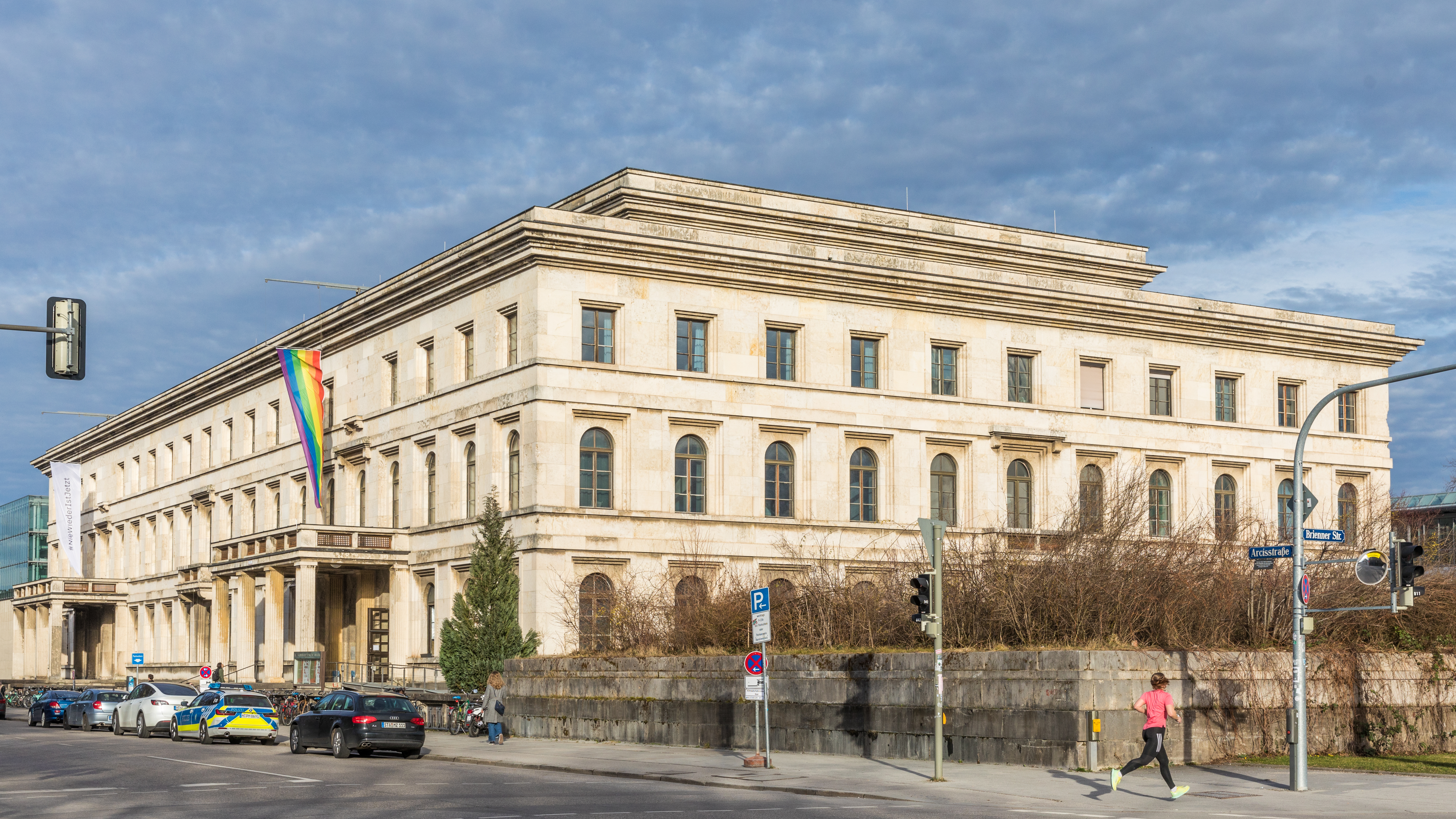
Das Gebäude heute

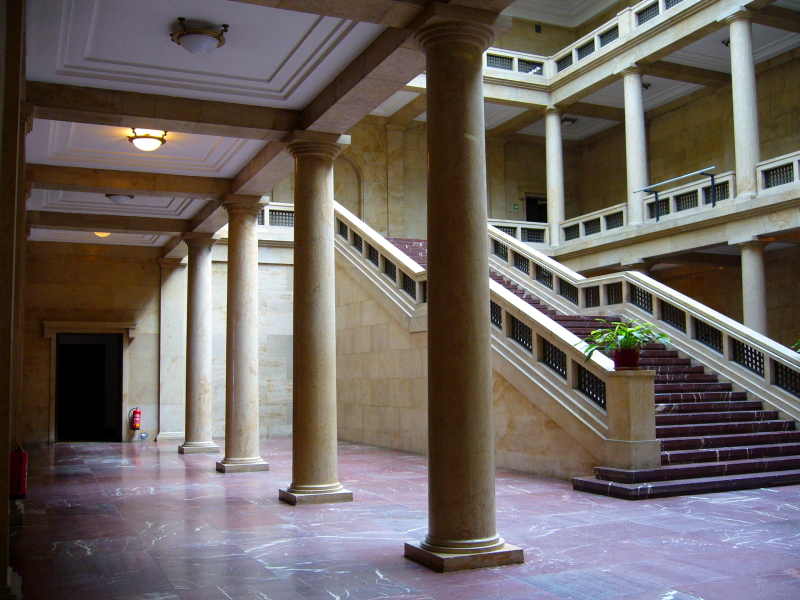
Das Gebäudeinnere heute

Der ehemalige Führerbau wurde 1933 bis 1937 nach Plänen des Architekten Paul Ludwig Troost in der Arcisstraße 12 in München für den Diktator Adolf Hitler errichtet. Die ersten Planungen für den Führerbau stammen aus dem Jahr 1931. Troosts Mitarbeiter Leonhard Gall übernahm nach Troosts Tod im Januar 1934 dessen Architektur-Büro und leitete die Fertigstellung des Führerbaus.

## Beschreibung
Während der Zeit des Nationalsozialismus diente der Führerbau als Repräsentationsbau. Das Gebäude schloss den Königsplatz zusammen mit dem Verwaltungsbau der NSDAP städtebaulich Richtung Osten ab. Hier wurde 1938 das Münchener Abkommen unterzeichnet.
Im Luftschutzkeller des Führerbaus lagerten ab 1943 ungefähr 650 Bilder, überwiegend Raubkunst und für das „Führermuseum“ in Linz bestimmt. Kurz vor dem Einmarsch der 7. US-Armee – in der Nacht vom 29. zum 30. April 1945 – wurde der Keller geplündert. Dabei wurden über 600 Gemälde gestohlen, darunter viele Werke aus dem Goldenen Zeitalter der Niederlande.
Ab 1945 wurde der ehemalige Führerbau von der US-Militärregierung zusammen mit dem Verwaltungsbau als Zentrale Sammelstelle (Central Collecting Point) für die während des Zweiten Weltkrieges von den Nazis in ganz Europa geraubte Beutekunst genutzt, unter anderem Görings Kunstsammlung und die sichergestellten Werke aus dem Sonderauftrag Linz. Identifizierte Kunstwerke wurden von dort an die Herkunftsländer restituiert.

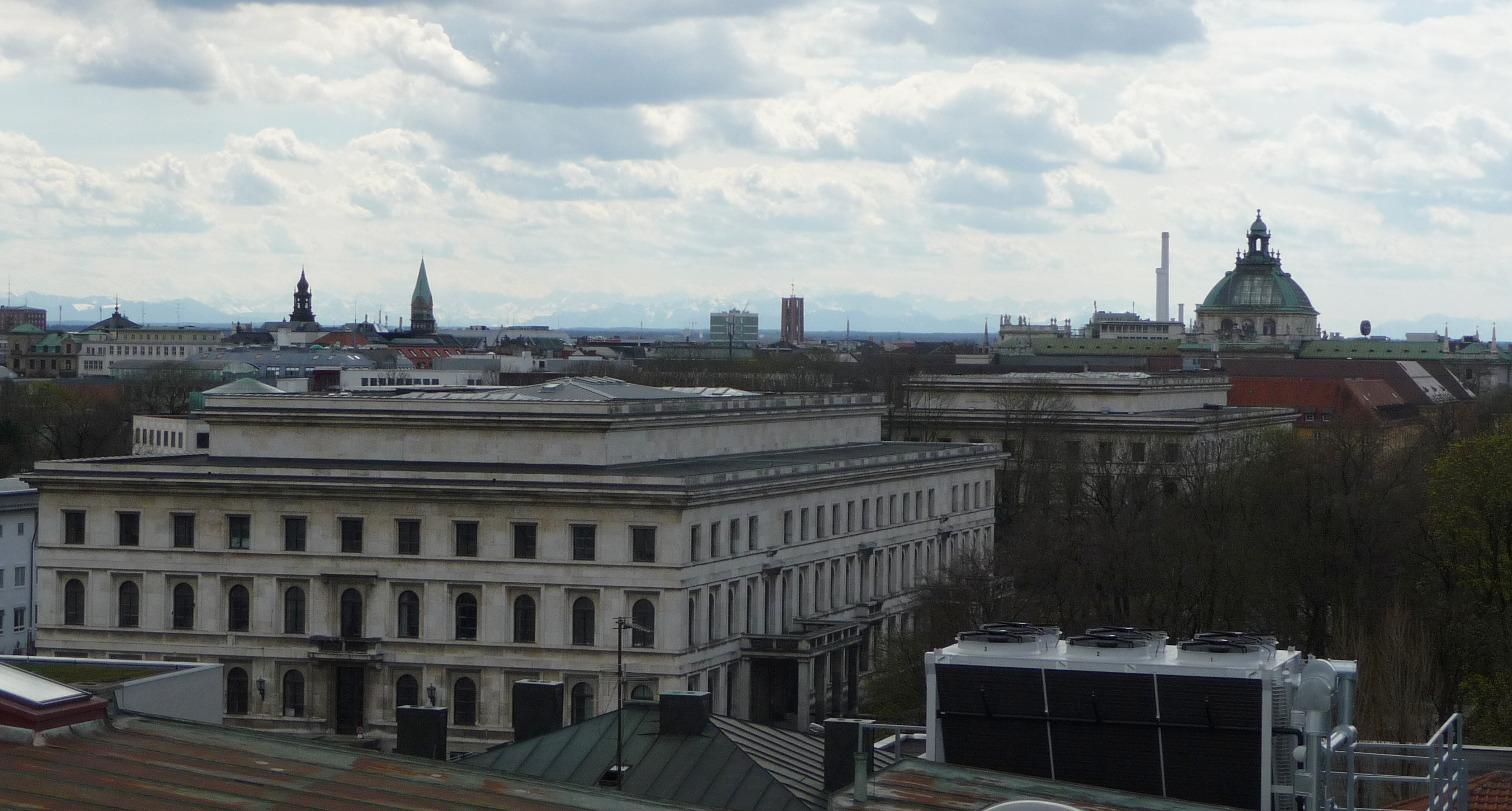
Im Vordergrund sieht man den ehemaligen Führerbau

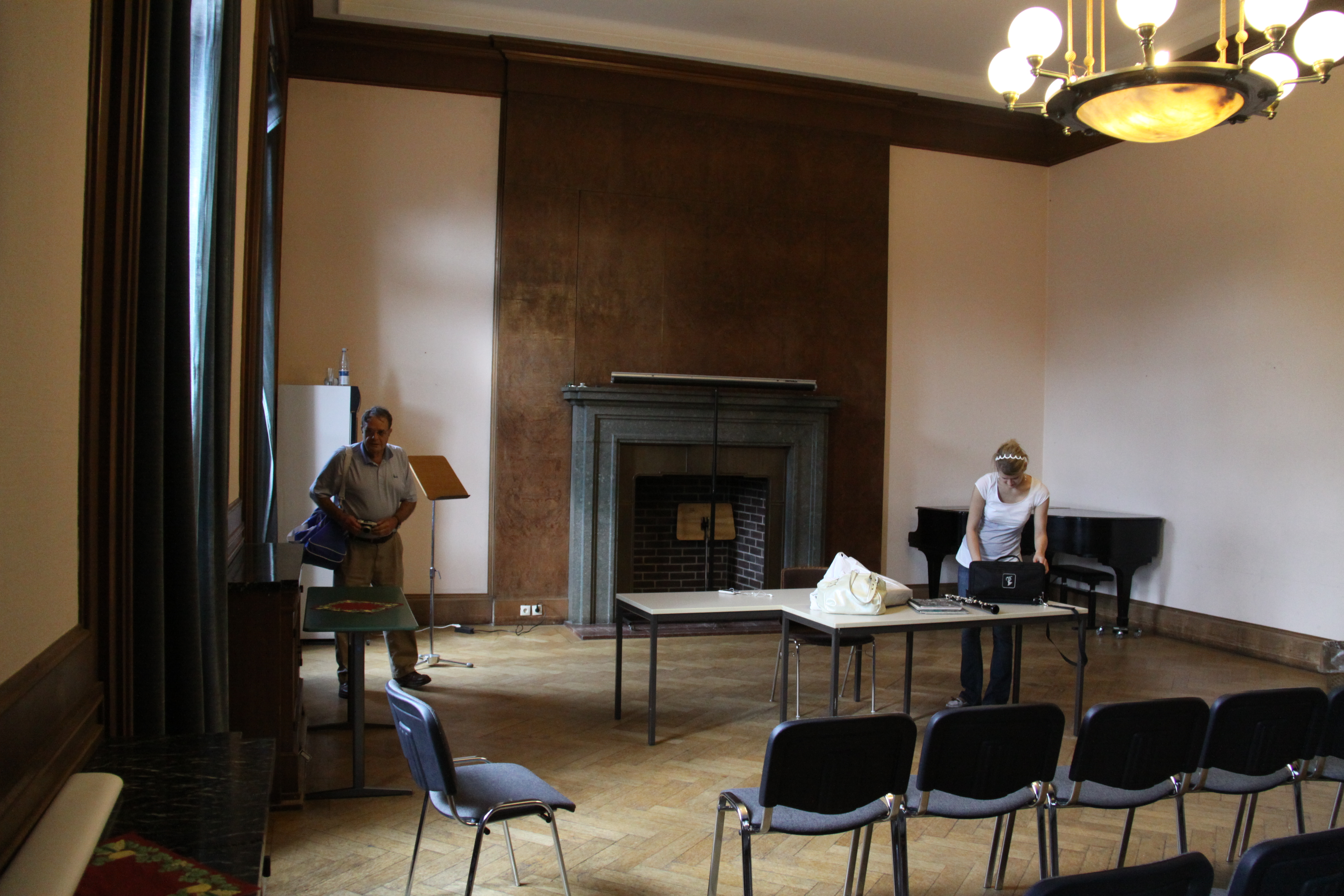
Das ehemalige Büro Hitlers

Heute beherbergt das Haus die Hochschule für Musik und Theater München. 1954 wurde der Kongresssaal zu einem Konzertsaal umgebaut. Das Gebäude ist in einem schlechten baulichen Zustand und bedarf einer Generalsanierung.